# Musée de l'atelier Rosa Bonheur
O Château de By, também conhecido como  Musée de l'atelier Rosa Bonheur ("Museu do Estúdio de Rosa Bonheur ") é um museu administrado por uma proprietária privada, Katherine Brault, no departamento francês de Seine-et-Marne, nos limites da Floresta de Fontainebleau . Seu nome é uma homenagem à antiga cidade de By, perto de Thomery. Foi fechado para reforma em 2016  mas foi reaberto pela família Brault em 2018. 

## História
O edifício foi comprado em 1859 pela pintora francesa Rosa Bonheur, que mudou seu estúdio para lá. Aos 37 anos, ela estava no auge de sua popularidade e fez do prédio sua casa e estúdio por quarenta anos, com currais para seus animais no parque. Ela reconstruiu o castelo para torná-lo confortável e adicionar um amplo estúdio neogótico com o espaço e a luz de que precisava. Foi no castelo que a Imperatriz Eugênia lhe presenteou com sua Legião de Honra em 1865.
A propriedade foi comprada por Katherine Brault dos descendentes de Anna Klumpke em setembro de 2017. Um projeto de hospedagem com café da manhã é adicionado ao museu. O museu-oficina e o edifício que o alberga estão entre os vencedores de 2019 que beneficiam da premiação do patrimônio. 